# Hem-Monacu
Hem-Monacu is een gemeente in het Franse departement Somme (regio Hauts-de-France) en telt 126 inwoners (2004). De plaats maakt deel uit van het arrondissement Péronne.

## Geografie
De oppervlakte van Hem-Monacu bedraagt 3,7 km², de bevolkingsdichtheid is 34,1 inwoners per km².
De onderstaande kaart toont de ligging van Hem-Monacu met de belangrijkste infrastructuur en aangrenzende gemeenten.

## Demografie
Onderstaande figuur toont het verloop van het inwonertal (bron: INSEE-tellingen).